# گیلبرت استورک
گیلبرت استورک (انگلیسی: Gilbert Stork؛ زاده ۳۱ دسامبر ۱۹۲۱) یک شیمی‌دان اهل ایالات متحده آمریکا است.